# Champseru
Champseru és un municipi francès, situat al departament de l'Eure i Loir i a la regió de Centre – Vall del Loira. L'any 2007 tenia 302 habitants.

## Demografia

### Població
El 2007 la població de fet de Champseru era de 302 persones. Hi havia 115 famílies, de les quals 20 eren unipersonals (8 homes vivint sols i 12 dones vivint soles), 44 parelles sense fills, 47 parelles amb fills i 4 famílies monoparentals amb fills.
La població ha evolucionat segons el següent gràfic:
Habitants censats

### Habitatges
El 2007 hi havia 129 habitatges, 117 eren l'habitatge principal de la família, 6 eren segones residències i 6 estaven desocupats. Tots els 129 habitatges eren cases. Dels 117 habitatges principals, 106 estaven ocupats pels seus propietaris, 9 estaven llogats i ocupats pels llogaters i 2 estaven cedits a títol gratuït; 3 tenien dues cambres, 17 en tenien tres, 33 en tenien quatre i 64 en tenien cinc o més. 94 habitatges disposaven pel capbaix d'una plaça de pàrquing. A 46 habitatges hi havia un automòbil i a 67 n'hi havia dos o més.

### Piràmide de població
La piràmide de població per edats i sexe el 2009 era:
| Homes | Edats   | Dones |
| ----- | ------- | ----- |
| 0     | 95 o +  | 0     |
| 4     | 90 a 94 | 0     |
| 4     | 85 a 89 | 0     |
| 0     | 80 a 84 | 0     |
| 0     | 75 a 79 | 4     |
| 0     | 70 a 74 | 0     |
| 4     | 65 a 69 | 0     |
| 8     | 60 a 64 | 8     |
| 8     | 55 a 59 | 8     |
| 16    | 50 a 54 | 20    |
| 16    | 45 a 49 | 12    |
| 12    | 40 a 44 | 16    |
| 12    | 35 a 39 | 16    |
| 8     | 30 a 34 | 8     |
| 20    | 25 a 29 | 4     |
| 20    | 20 a 24 | 8     |
| 4     | 15 a 19 | 20    |
| 8     | 10 a 14 | 20    |
| 20    | 5 a 9   | 4     |
| 4     | 0 a 4   | 4     |

## Economia
El 2007 la població en edat de treballar era de 212 persones, 168 eren actives i 44 eren inactives. De les 168 persones actives 162 estaven ocupades (90 homes i 72 dones) i 6 estaven aturades (1 home i 5 dones). De les 44 persones inactives 16 estaven jubilades, 17 estaven estudiant i 11 estaven classificades com a «altres inactius».

### Ingressos
El 2009 a Champseru hi havia 115 unitats fiscals que integraven 293,5 persones, la mediana anual d'ingressos fiscals per persona era de 26.149 €.

### Activitats econòmiques
Dels 14 establiments que hi havia el 2007, 1 era d'una empresa extractiva, 2 d'empreses de fabricació d'altres productes industrials, 1 d'una empresa de construcció, 6 d'empreses de comerç i reparació d'automòbils, 1 d'una empresa d'informació i comunicació, 2 d'empreses de serveis i 1 d'una empresa classificada com a «altres activitats de serveis».
Dels 2 establiments de servei als particulars que hi havia el 2009, 1 era una fusteria i 1 perruqueria.
L'any 2000 a Champseru hi havia 14 explotacions agrícoles que ocupaven un total de 1.320 hectàrees.

## Poblacions més properes
El següent diagrama mostra les poblacions més properes.